# Свето предање
Свето предање (грч. Ιερά Παράδοση, лат. Traditio) усмено је преношење учења Господа Исуса Христа и догађаја јеванђеоске историје. Оно постоји упоредо са Светим писмом, допуњава га и помаже да се правилно разумије.
Под Светим предањем се подразумијевају сва она духовна блага наслијеђена од светих предака, а која су у савршеној хармонији са Светим писмом. Свето предање је знатно обимније од Светог писма. Апостол и јеванђелиста Јован каже: „А има и много друго што учини Исус, које када би се редом пописивало, мислим, ни у сами свијет не би могле стати написане књиге.“ (Јов. XXI, 25). Православна црква вјерује да је Свето предање старије од Новог завјета и да је у потпуној сагласности са његовом објавом.
У Православној цркви, Свето предање обухвата:
- кратка излагања и формулисања православног вјеровања;
- учење о седам светих тајни, као и чинове како се оне врше;
- апостолска правила (каноне);
- правила (каноне) седам васељенских сабора;
- каноне и правила неколико помјесних синода или сабора;
- правила о црквеној дисциплини Светог Василија Великог и других светитеља;
- списе светих отаца;
- литургије и друга црквена богослужења;
- житија хришћанских светитеља и мученика;
- побожне обичаје, значења и симболе као изразе православне вјере, наде и љубави.

Данас, оне хришћанске цркве које поред Светог писма признају и поштују Свето предање се називају традиционалне цркве (историјске цркве). То су Православна, Католичка и древноисточне цркве.